# Onthophagus notatus
Onthophagus notatus là một loài bọ cánh cứng trong họ Bọ hung (Scarabaeidae).